# Saint-Didier-d'Allier
Saint-Didier-d'Allier è un comune francese di 35 abitanti situato nel dipartimento dell'Alta Loira della regione dell'Alvernia-Rodano-Alpi.

## Società

### Evoluzione demografica
Abitanti censiti